# Kępiny Wielkie
Kępiny Wielkie (Duits: Zeyersniederkampen) is een plaats in het Poolse district  Elbląski, woiwodschap Ermland-Mazurië. De plaats maakt deel uit van de gemeente Elbląg en telt 120 inwoners.